# Mario Camus
Mario Camus García (20. dubna 1935 Santander, Španělsko – 18. září 2021 Santander) byl španělský filmový režisér, scenárista, spisovatel a herec.

## Život
Mario Camus García se narodil 20. dubna roku 1935 v přístavním městě Santander v provincii Kantábrie. V roce 1941 zničil velkou část města požár a Camusova rodina se přestěhovala do městečka Vernejo. Mario se však do Santanderu vrátil a studoval na Bratrské koleji de la Salle. Jako talentovaný hráč košíkové přestoupil do Madridu na Kolej Josého Antonia, která byla zaměřena na výchovu sportovců. V letech 1953–1957 studoval na Právnické fakultě Univerzity v Madridu, kterou po čtyřech letech opustil a vstoupil na Vysokou filmovou školu (Institut de Investigaciones y Experencias Cinematográficas). Absolvoval v roce 1963 studentským filmem El borracho (1962). Později se stal na této škole profesorem.
Prvním Camusovou významnou prací byla spolupráce s režisérem Carlosem Saurou na jeho prvním celovečerním filmu Páskové (Los Golfos, 1960), pro který napsal, společně s Danielem Sueirou, scénář. Film v tradicích italského neorealismu zásadně ovlivnil generaci nového španělského filmu. Mario Camus v dalších letech spolupracoval se Saurou mnohokrát a to jak na scénářích pro filmy, které režíroval Saura, tak i na svých vlastních. V době práce na filmu se seznámil s Conchou Bergareche, která se stala jeho celoživotní partnerkou.
Camus, jako scenárista, spolupracoval dále s mnoha režiséry. Např. s režisérkou Pilar Miró na filmech Werther (1986), Beltenebros (1991) a Pták štěstí (El pájaro de la felicidad, 1993); s režisérem J. A. Bardemem pracoval na šestidílném televizním filmu Lorca, smrt básníka (Lorca, muerte de un poeta, 1987), s Juanem Hermosou a dalšími. Celkem je autorem více než čtyřiceti scénářů. Literární nadání uplatnil i dvěma knihami povídek: Un fuego oculto (2003) a Apuntes del natural (2007).
Svá největší díla vytvořil jako filmový režisér. Natočil několik hudebních filmů s populárním španělským zpěvákem Raphaelem. Největšího úspěchu však dosáhl svými adaptacemi velkých děl španělské literatury.
Jeho práci se dostalo najvyššího ocenění roku 1983, kdy získal Zlatého medvěda na festivalu v Berlíně za svůj film La Colmena (Úl, 1982). V roce 1985 obdržel Národní filmovou cenu a roku 2010 byl vyznamenán cenou Čestný Goya, kterou mu udělila španělská Akademie umění a kinematografie za nejlepší původní scénář.
Žil s manželkou ve svém rodném kraji, v městečku Ruiloba, na severu Španělska.

## Dílo
- El Borracho (1962)
- La Suerte (1963)
- Los Farsantes (1963)
- Young Sánchez (1964)
- La visita que no tocó el timbre (1965)
- Muere una mujer (1965)
- Con el viento solano (1966)
- Cuando tú no estás (1966)
- Soledad (1967)
- Al ponerse el sol (1967)
- Cuentos y leyendas (TV seriál, 1968)
- Volver a vivir (1968)
- Digan lo que digan (1968)
- Esa mujer (1969)
- La collera del vento (Mstitel Trinity, 1970)
- Si las piedras hablaran (TV seriál, 1972)
- La leyenda del alcalde de Zalamea (Legenda o rychtáři z Alamedy, na motivy děl Calderóna de la Barca a Lopeho de Vegy,1973)
- Los Pájaros de Baden-Baden (1975)
- La Joven casada (Novomanželka, 1975)
- Paisajes con figuras (TV seriál, 1976–1978)
- Curro Jiménez (TV seriál, 1976)
- Los días del pasado (Pár dnů z minulosti, 1978)
- Fortunata y Jacinta (TV seriál podle románu Benita Péreze Galdóse, 1980)
- La colmena (Úl, podle románu Camila José Cely, 1982)
- Los desastres de la guerra (Malíř života a smrti, TV film, 1983)
- Los santos inocentes (Nevinní svatí, podle románu Miguela Delibese, 1984)
- La vieja música (1985)
- La Casa de Bernarda Alba (Dům Doni Bernardy, podle románu Federico Garcíi Lorcy, 1987)
- La Rusa (Ruska, podle románu Juana Antonia Cebriána, 1987)
- La forja de un rebelde (TV seriál, 1990)
- La femme et le pantin (1990)
- La grande collection (TV seriál, 1991)
- Después del sueño (1992)
- La mujer y el pelele (TV film, 1992)
- Sombras en una batalla (1993)
- Amor propio (1994)
- Adosados (podle románu Félixe Bayóna Řadové domky, 1996)
- El color de las nubes (1997)
- La Vuelta de El Coyote (1998)
- La ciudad de los prodigios (Město zázraků, podle románu Eduarda Mendozy, 1999)
- La playa de los galgos (2002)
- El prado de las estrellas (Hvězdná louka, 2007)